# 萧县面皮

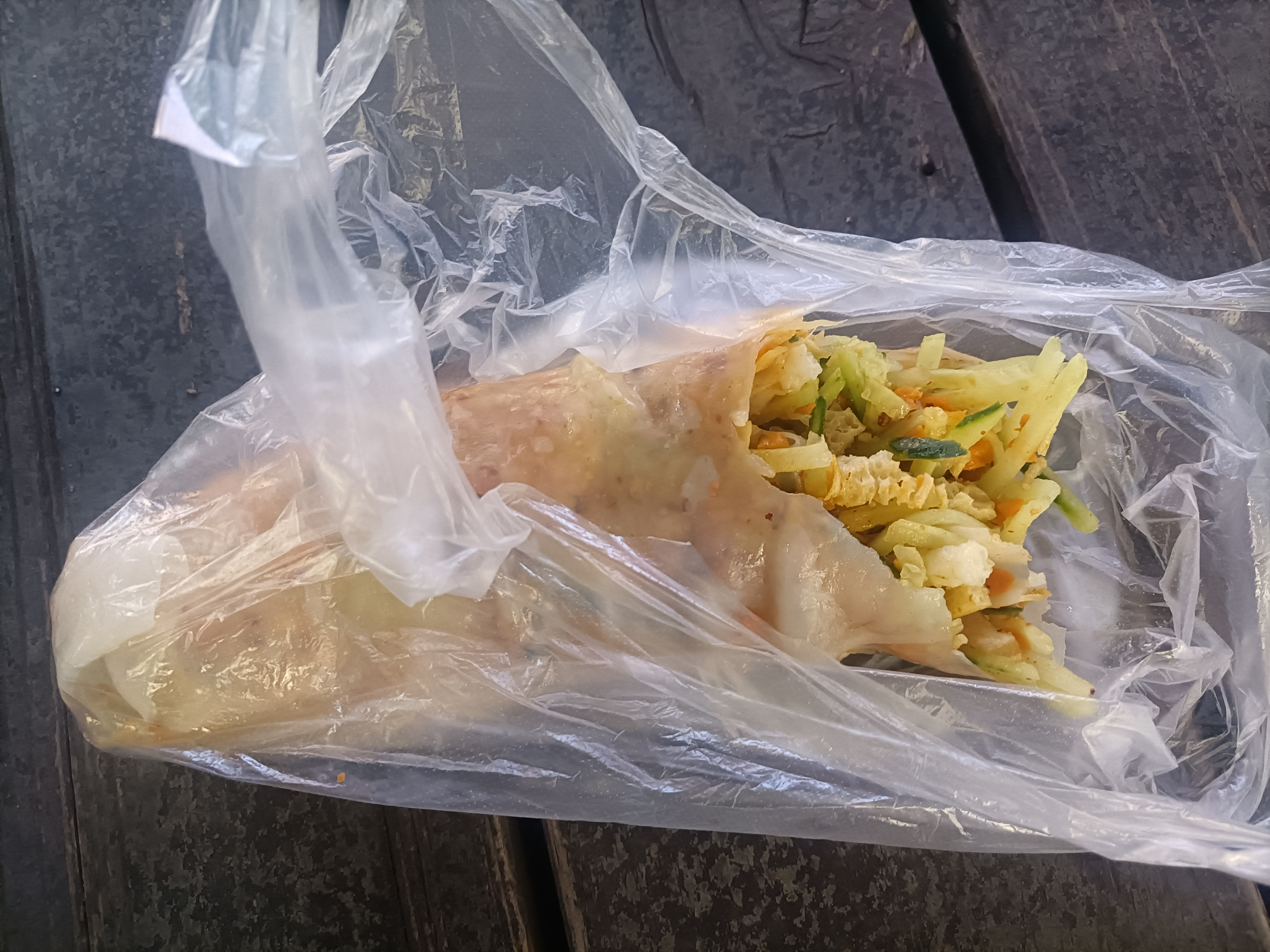
一卷萧县面皮

萧县面皮，又名萧县卷面皮，是安徽省宿州市萧县一带的特色小吃。萧县面皮起源于唐朝，具有“白、薄、光、软、筋、香”的特点而知名于皖北的街头，同时萧县面皮也是黄淮海地区的特色美食之一。

## 菜肴特色
萧县面皮和传统的擀面皮不同，它的制作是在蒸笼中做出来的，吃法主要有卷、调两种。萧县面皮的配料十分考究，需要配上面筋、黄瓜等素菜；调味料则需要滴上几滴香油，辣椒、甜醋则按照个人喜好自行添加；该小吃的特色主要体现手工面皮和秘制的辣椒油。

## 資料來源
1. ↑  . 宿州市人民政府.   [2023-03-07]. （原始内容存档于2023-05-14）.
2. ↑  . 搜狐网.   [2023-03-07]. （原始内容存档于2023-03-07）.